# Karkop
Karkop es una localidad del raión de Turmanyan, en la provincia de Lorri, Armenia, con una población censada en octubre de 2011 de 323 habitantes. 
Se encuentra ubicada al noreste de la provincia, a poca distancia del río Debet —un afluente derecho del río Kurá— y de la frontera con Georgia y la provincia de Tavush.